# Lima (condado de Rock, Wisconsin)
Lima es un pueblo ubicado en el condado de Rock en el estado estadounidense de Wisconsin. En el Censo de 2010 tenía una población de 1.280 habitantes y una densidad poblacional de 13,57 personas por km².

## Geografía
Lima se encuentra ubicado en las coordenadas 42°47′46″N 88°50′11″O / 42.79611, -88.83639. Según la Oficina del Censo de los Estados Unidos, Lima tiene una superficie total de 94.32 km², de la cual 93.69 km² corresponden a tierra firme y (0.67%) 0.63 km² es agua.

## Demografía
Según el censo de 2010, había 1.280 personas residiendo en Lima. La densidad de población era de 13,57 hab./km². De los 1.280 habitantes, Lima estaba compuesto por el 94.45% blancos, el 0.39% eran afroamericanos, el 0% eran amerindios, el 0% eran asiáticos, el 0% eran isleños del Pacífico, el 3.75% eran de otras razas y el 1.41% pertenecían a dos o más razas. Del total de la población el 17.66% eran hispanos o latinos de cualquier raza.